# LittleBigPlanet 3
LittleBigPlanet 3 — компьютерная игра для платформ PlayStation 3 и PlayStation 4, третья часть одноимённой франшизы. Проект был анонсирован компанией Sony на выставке E3 9 июня 2014 года. Дата выхода игры в Северной Америке — 18 ноября 2014 года, в Европе — 26 ноября того же года (бета-тестирование состоялось в августе 2014 года).
В сентябре 2021 года, онлайн-функции для версии игры на PlayStation 3 были окончательно остановлены из-за хакерских атак. Серверы для версии игры на PlayStation 4 были закрыты 19 апреля 2024 года.

## Об игре
Как и предыдущие игры серии, игра сочетает в себе элементы платформера с конструктором, позволяющим создавать самые невообразимые и оригинальные уровни. Главной особенностью LittleBigPlanet 3 стала кооперативная игра в стиле The Lost Vikings. Помимо старого знакомого — Сэкбоя, в игре появилось три новых героя, обладающие разными способностями:
- Оддсок: маленький, но быстрый и ловкий атлет способен перепрыгивать через стены, чтобы попасть в труднодоступные места.
- Свуп: грациозная птичка, которая искусно планирует и не знает поражений.
- Тоггл: если необходимо поднимать тяжести, Тоггл превращается в настоящего силача, а если нужна скорость, то в маленького бегуна[11].

Кроме того, новые возможности появились и у самого Сэкбоя. Вязаный воин научился карабкаться и получил подборку нового снаряжения, в числе которого: шар-телепорт, шляпа с крюком, позволяющими цепляться головой за рельсы, помпонатор, который способен притягивать губчатые предметы и сапоги скороходы.
Разработчики обещают огромный ассортимент игровых уровней: за прошедшие годы для предыдущих частей игры их было создано более 8,7 миллиона. Любой из них можно будет использовать и в LittleBigPlanet 3, получив в качестве бонуса улучшенную графику.

## Озвучивание
Британский актёр Хью Лори принял участие в работе над игрой, он озвучил «злокозненного» персонажа по имени Ньютон. Это позволит ему снова выступить в творческом дуэте со Стивеном Фраем, который в очередной раз «стал голосом» доброжелательного и заботливого рассказчика, помогающего пользователям сориентироваться в мире игры. Также, к актёрам проекта присоединился Нолан Норт, озвучивший Нейтана Дрейка, главного героя приключенческих боевиков Uncharted.

## Оценки
| Сводный рейтинг    | Сводный рейтинг |
| Агрегатор          | Оценка          |
| ------------------ | --------------- |
| GameRankings       | 80,78 %         |
| Metacritic         | 79/100          |
| Иноязычные издания |                 |
| Издание            | Оценка          |
| Destructoid        | 7,5/10          |
| Eurogamer          | 7/10            |
| GameSpot           | 7/10            |
| GamesRadar+        | [ 19 ]          |
| GameTrailers       | 9,2/10          |
| IGN                | 6,8/10          |
| Joystiq            | [ 22 ]          |
| Polygon            | 7/10            |
| USGamer            | [ 24 ]          |
| Hardcore Gamer     | 3,5/5           |

LittleBigPlanet 3 получила в основном положительные рецензии. Её рейтинг на сайте GameRankings составляет 80,78 % (50 рецензий), на портале Metacritic она набрала 79/100 баллов (62 рецензии).
Рецензент портала Gmbox поставил игре 8 баллов из 10, назвав её «образцовыми платформером напичканным интересными идеями, многие из которых до этого нигде не использовались». Автор подытожил: «Головоломки, беготня, гонки и битвы с боссами — тут очень много всего, игра не дает передохнуть ни на минуту. Как только игрок разберется с одной задачкой, ему тут же предложат другую, в десять раз сложнее — или проще, но хитрее представленную. Каждый эпизод врезается в память и к нему тут же хочется вернуться. А что будет, если вдвоем пройти? А как открыть тот тайник? При этом само повествование никуда вас не гонит. Напротив, оно предлагает изучить каждый уровень, который при более внимательном ознакомлении может оказаться небольшим произведением искусства».
В обзоре от сайта GameGuru, рецензент похвалил мультиплеер игры: «Вы все также можете устраивать забеги квартетом. Совместное прохождение не только веселей, но и практичней игры в гордом одиночестве, ведь до некоторых бонусов можно добраться только при помощи товарищей». Автор оценил игру в 8 баллов из 10, подведя итог: «Приятно видеть, что по истечении шести лет с момента запуска оригинальной игры, LittleBigPlanet не перестает удивлять свежими идеями. Новые персонажи отлично вписались в основную концепцию. Жалко только, что в Sumo Digital поленились выжать из своих же наработок максимум и решили не давать игроку рыбу, а просто дали удочку».
На сайте GameTech рейтинг игры составляет 2 балла из 5, рецензент сетовал: «Беда LittleBigPlanet 3 заключается в том, что сегодня на рынке хватает проектов, ориентированных на творчество, и куда более интересных платформеров с поддержкой кооперативного прохождения (особенно, если обратить взгляд на консоли Nintendo). Несколько лет назад LittleBigPlanet удивляла свежестью идей. Сегодня — их скудностью и неумелым развитием». Подводя итог, автор статьи написал: «LittleBigPlanet 3 — несмелое и скороспелое продолжение. Кампания за пределами оформления удивляет лишь новыми героями. Из этого можно было сделать увлекательное приключение, в том числе кооперативное, но создатели предпочли краткий ознакомительный курс, быстро переходящий к решающей схватке. Множественные баги вкупе с общей безыдейностью сводят к минимуму ценность этой составляющей. Редактор стал более продвинутым, но он и раньше был великолепен».
Рецензент сайта StopGame.ru также сетовал на «сырой контент игры»: «LittleBigPlanet 3 — это недоношенный продукт, явно изданный просто потому, что PS4 крайне нужна собственная часть популярнейшей серии. Почти все свежие идеи реализованы так себе, а продолжительность вызывает только недоумение». Тем не менее написав в конце: «Но приходится признать, что прекрасное наследие запороть не так легко. Здесь все ещё удивительно разнообразные и красочные уровни, приятный геймплей. Баги когда-нибудь исправят, а веселье никуда не исчезнет. Это хорошая, стильная и яркая игра, которая даст прикурить большинству современных платформеров, а поэтому, несмотря на провалы в отдельных аспектах, занижать оценку нет смысла» (Игра получила оценку — «Похвально»).
Денис Майоров из журнала Игромания поставил игре 7 баллов из 10, написав: «Это хорошая игра, но множество светлых идей здесь утонуло в странной реализации. Она просто не раскрывает свой потенциал. Энтузиасты, конечно, исправят положение, но пока появятся первые серьёзные уровни, где потребуется все, на что способны гаджеты Сэкбоя и новые герои, пройдет немало времени, а играть хочется сейчас. В конце концов, продают нам все-таки игру, а не один лишь редактор. Или недостаток контента — это способ пробудить в нас творческий порыв?». Рецензент подытожил: «Но если вас в серии всегда больше занимали забавные мордочки героев, танцы и возможность напялить на Сэкбоя костюм динозавра, переживать не стоит — таких милых развлечений в третьей части, как и прежде, хватает».